# Lista rezervațiilor naturale din județul Buzău
Lista rezervațiilor naturale din județul Buzău cuprinde ariile protejate de interes național (rezervații naturale), situate pe teritoriul administrativ al județului Buzău, declarate prin Legea Nr.5 din 6 martie 2000.

## Lista ariilor protejate
| Denumirea ariei protejate            | Cod       | Localizare  | Categorie IUCN | Tip                       | Suprafață (ha) | Observații (foto)                    |
| ------------------------------------ | --------- | ----------- | -------------- | ------------------------- | -------------- | ------------------------------------ |
| Balta Albă (rezervație)              | RONPA0288 | Balta Albă  | IV             | geologic și zoologic      | 1.167          |                                      |
| Balta Amară                          | RONPA0289 | Balta Albă  | IV             | geologic și zoologic      | 900            |                                      |
| Blocurile de calcar de la Bădila     | RONPA0281 | Viperești   | III            | geologic și paleontologic | 3,02           | monument al naturii                  |
| Chihlimbarul de Buzău                | RONPA0292 | Colți       | III            | geologic și paleontologic | 2,52           | monument al naturii                  |
| Dealul cu Lilieci Cernătești         | RONPA0286 | Cernătești  | IV             | floristic și faunistic    | 10,59          |                                      |
| Focul Viu - Lopătari                 | RONPA0290 | Lopătari    | III            | geologic                  | 0,03           | Focul Viu.jpg                        |
| Pădurea Crivineni                    | RONPA0282 | Pătârlagele | IV             | forestier                 | 15,44          |                                      |
| Pădurea Brădeanu                     | RONPA0283 | Brădeanu    | IV             | forestier                 | 5,80           |                                      |
| Pădurea cu tisă                      | RONPA0287 | Chiojdu     | IV             | forestier                 | 197            |                                      |
| Platoul Meledic                      | RONPA0284 | Mânzălești  | IV             | geologic                  | 67,50          | Platoul Meledic                      |
| Piatra Albă „La Grunj”               | RONPA0291 | Mânzălești  | III            | geologic                  | 0,025          | monument al naturii                  |
| Pădurea Lacurile Bisoca              | RONPA0285 | Bisoca      | IV             | mixt                      | 10             |                                      |
| Sarea lui Buzău                      | RONPA0280 | Viperești   | III            | geologic                  | 1,77           | monument al naturii                  |
| Vulcanii Noroioși de la Pâclele Mari | RONPA0278 | Scorțoasa   | IV             | geologic și botanic       | 15,20          |                                      |
| Vulcanii Noroioși de la Pâclele Mici | RONPA0279 | Berca       | IV             | geologic și botanic       | 10,20          | Vulcanii Noroioşi de la Pâclele Mici |